# Galium moranii
Galium moranii är en måreväxtart som beskrevs av Lauramay Tinsley Dempster. Galium moranii ingår i släktet måror, och familjen måreväxter.

## Underarter
Arten delas in i följande underarter:
- G. m. aculeolatum
- G. m. moranii